# Reinhard Demuth
Reinhard Demuth (* 18. November 1946 in Freistett; † 20. Oktober 2011) war ein deutscher Chemiker und Erziehungswissenschaftler.
Demuth studierte zunächst die Fächer Chemie, Sport und Geographie an der TH Karlsruhe. Nach der Promotion war er ab 1975 Lehrer im hessischen Schuldienst. 1978 habilitierte er sich für Anorganische Chemie an der TH Darmstadt. 1985 wurde er Professor für Chemie und ihre Didaktik an der damaligen PH Kiel. Seit 1999 war er Leiter der Abteilung für Didaktik der Chemie am IPN Kiel. Daneben war er 1993 bis 1994 Rektor der Pädagogischen Hochschule Kiel und 2000 bis 2004 Rektor der Christian-Albrechts-Universität Kiel.
Demuth war Schriftleiter und Herausgeber der Zeitschrift Praxis der Naturwissenschaften – Chemie und ist Autor zahlreicher wissenschaftlicher Artikel und Fachbücher. Nach seinem Tod wurde ein Platz auf dem Kieler Universitätsgelände nach ihm benannt.